# Sissi - La giovane imperatrice
Sissi - La giovane imperatrice (Sissi - Die junge Kaiserin) è un film del 1956 diretto da Ernst Marischka con protagonisti Romy Schneider, Karlheinz Böhm, Magda Schneider, Gustav Knuth, Vilma Degischer e Josef Meinrad, secondo di una trilogia di pellicole romantiche sulla vita dell'imperatrice austriaca Elisabetta di Baviera.

## Trama
Austria, 1854. Sissi, sposatasi con Francesco Giuseppe sul finale del primo film, si adatta difficilmente e lentamente alla vita di corte della monarchia asburgica, improntata alla più rigida etichetta spagnola. I contrasti maggiori sono con la suocera-zia: l'arciduchessa Sofia, infatti, interviene spesso negli affari della coppia, considerando i novelli sposi troppo giovani e inesperti per mandare avanti una famiglia come si deve, soprattutto se si tratta di una famiglia imperiale. La nascita della prima figlia di Sissi, chiamata Sofia, provoca un momento di forte rottura. L’arciduchessa, infatti, sottrae la bambina alla madre, ordinando che sia alloggiata in un'ala lontana del palazzo e affidandola alle cure delle governanti. Sissi è addolorata e offesa, ma rimane completamente delusa quando il marito non l'appoggia contro la suocera, anzi ne accetta le argomentazioni secondo le quali Sissi non è all'altezza di provvedere all'educazione della piccola arciduchessa.
Sissi, amareggiata, fugge dal palazzo e torna dalla sua famiglia in Baviera. Sua madre, quando capisce quello che ha fatto, si schiera dalla sua parte: è il padre, per una volta, che la rimprovera, anche se bonariamente, invitandola a tornare ai suoi doveri di moglie, madre e imperatrice.
Durante la visita ai genitori, Sissi ritrova la gioia di vivere e riabbraccia le sorelle e i fratelli. Alla fine Francesco Giuseppe la raggiunge, si scusa, e le promette che riavrà sua figlia. La pacificazione permette il ritorno dell'imperatrice al palazzo.
Oltre ai problemi personali, però, ci sono i problemi politici, dato che l'imperatore, contro le decisioni della madre e del governo, annuncia un'amnistia verso l'Ungheria, allora una semplice provincia dell'Impero austriaco, togliendo lo stato di assedio: ciò avvicinerà molto i due paesi, sia grazie al conte Andrássy, sia grazie alla stessa Sissi, che si era adoperata appassionatamente per il riconoscimento della dignità di Regno autonomo all'Ungheria. 
Da allora l'Impero d'Austria verrà chiamato Impero austro-ungarico, formato da due regni distinti che hanno un re e una regina in comune. Alla fine del film si assiste al solenne e toccante momento dell'incoronazione a re e regina di Ungheria dei due sovrani austriaci.

## Produzione
Il film fu prodotto dalla Erma-Film.

## Distribuzione
Distribuito in Austria dalla Sascha Filmverleih e in Germania dalla Herzog-Filmverleih, il film uscì nelle sale cinematografiche nel dicembre 1956. Ebbe diverse riedizioni e fu distribuito in tutto il mondo. Il 26 dicembre 1998, venne trasmessa dalla TV tedesca la sua versione restaurata.

## Musica
Oltre alle composizioni di Anton Profes, la musica del film comprende molte opere classiche, tra cui diversi valzer di Johann Strauss e l'Alleluia dal Messia di Georg Friedrich Händel, nonché il valzer "Les Nubiennes" dall'opera Faust (Atto 5) di Charles Gounod.

## Doppiaggio italiano
Per quanto riguarda le versioni italiane dei tre film, in origine le doppiatrici italiane di Romy Schneider furono Rita Savagnone per i primi due film e Maria Pia Di Meo; con il doppiaggio originale, diretto da Luigi Savini, che fu eseguito dalla C.D.C. presso la Fono Roma, ma tali versioni sono oggi introvabili. 
Le edizioni italiane oggi disponibili (anche in DVD) sono quelle ridoppiate nel 1983 dalla C.V.D. sotto la direzione di Oreste Lionello per i primi due film e Carlo Baccarini per il terzo e su dialoghi di Alfredo Medori per la trasmissione su Rai Uno, dove la voce di Sissi è quella di Cristiana Lionello, mentre Claudio Capone doppia Karlheinz Böhm (Francesco Giuseppe) e Melina Martello è Magda Schneider (Duchessa Ludovica).